# Danube Dragons 2023
Questa voce raccoglie le informazioni riguardanti i Danube Dragons nelle competizioni ufficiali della stagione 2023.

## Prima squadra

### Austrian Football League 2023

#### Stagione regolare
| Vienna 2 aprile 2023, ore 14:30 1ª giornata | Vienna Dragons | 40 – 0 (13-0 0-0 13-0 14-0) referto | Styrian Bears | Sportplatz Donaufeld (300 spett.) |

| Vienna 16 aprile 2023, ore 15:00 2ª giornata | Vienna Vikings | 24 – 13 (0-6 3-0 14-7 7-0) referto | Vienna Dragons | Footballzentrum Ravelin (1100 spett.) |

| Vienna 22 aprile 2023, ore 15:00 3ª giornata | Vienna Dragons | 35 – 13 (7-0 0-7 22-6 6-0) referto | Traun Steelsharks | Sportplatz Donaufeld (250 spett.) |

| Praga 30 aprile 2023, ore 15:00 4ª giornata | Prague Black Panthers | 23 – 19 (3-7 7-6 7-0 6-6) referto | Vienna Dragons | Stadion SK Prosek (400 spett.) |

| Salisburgo 14 maggio 2023, ore 14:00 5ª giornata | Vienna Dragons | 27 – 14 (14-7 7-0 6-0 0-7) referto | Salzburg Ducks | Max Aicher Stadion (920 spett.) |

| Mödling 21 maggio 2023, ore 15:00 6ª giornata | AFC Rangers Mödling | 13 – 21 (7-6 0-8 6-7 0-0) referto | Vienna Dragons | Stadion Mödling (315 spett.) |

| Graz 4 giugno 2023, ore 15:00 7ª giornata | Graz Giants | 7 – 24 (0-0 7-18 0-6 0-0) referto | Vienna Dragons | Stadion Eggenberg (911 spett.) |

| Vienna 10 giugno 2023, ore 15:00 8ª giornata | Vienna Dragons | 63 – 0 (14-0 21-0 14-0 14-0) referto | Tirol Raiders | Sportplatz Donaufeld (350 spett.) |

| Telfs 17 giugno 2023, ore 16:00 9ª giornata | Telfs Patriots | 13 – 35 (7-7 0-14 6-14 0-0) referto | Vienna Dragons | Sportzentrum Telfs (250 spett.) |

| Vienna 1º luglio 2023, ore 15:00 10ª giornata | Vienna Dragons | 14 – 10 (0-7 14-0 0-3 0-0) referto | Vienna Vikings | Sportplatz Donaufeld |

#### Playoff
| Vienna 16 luglio 2023, ore 16:00 Semifinale | Vienna Dragons | 27 – 23 (7-3 6-6 7-7 7-7) referto | Graz Giants | Sportplatz Donaufeld (550 spett.) |

| Sankt Pölten 29 luglio 2023, ore 19:00 Austrian Bowl | Vienna Dragons | 14 – 13 (0-10 0-3 7-0 7-0) referto                                                                      | Vienna Vikings | NV Arena (4839 spett.) |
| Kinard 5':18" Q3 ( TD ) 3yd run Staltner Q3 ( pat ) Childress 0':10" Q4 ( TD ) 8yd pass from Thury Staltner Q4 ( pat ) Marcatori Wojta 11':51" Q1 ( TD ) 55yd run Voznyak Q1 ( pat ) Voznyak 8':18" Q1 ( FG ) 18yd Voznyak 0':57" Q2 ( FG ) 36yd |                | |                |                        |
| |                | |                |                        |
| Kinard 5':18" Q3 (TD) 3yd run Staltner Q3 (pat) Childress 0':10" Q4 (TD) 8yd pass from Thury Staltner Q4 (pat) | Marcatori      | Wojta 11':51" Q1 (TD) 55yd run Voznyak Q1 (pat) Voznyak 8':18" Q1 (FG) 18yd Voznyak 0':57" Q2 (FG) 36yd |                |                        |

### Statistiche di squadra
| Competizione      | %Vittorie | In casa | In casa | In casa | In casa | In casa | In casa | In trasferta | In trasferta | In trasferta | In trasferta | In trasferta | In trasferta | Totale | Totale | Totale | Totale | Totale | Totale |
| Competizione      | %Vittorie | G       | V       | N       | P       | Pf      | Ps      | G            | V            | N            | P            | Pf           | Ps           | G      | V      | N      | P      | Pf     | Ps     |
| ----------------- | --------- | ------- | ------- | ------- | ------- | ------- | ------- | ------------ | ------------ | ------------ | ------------ | ------------ | ------------ | ------ | ------ | ------ | ------ | ------ | ------ |
| Stagione regolare | .800      | 5       | 5       | 0       | 0       | 179     | 37      | 5            | 3            | 0            | 2            | 112          | 80           | 10     | 8      | 0      | 2      | 291    | 117    |
| Playoff           | 1.000     | 2       | 2       | 0       | 0       | 41      | 36      | 0            | 0            | 0            | 0            | 0            | 0            | 2      | 2      | 0      | 0      | 41     | 36     |
| Totale            | .833      | 7       | 7       | 0       | 0       | 220     | 73      | 5            | 3            | 0            | 2            | 112          | 80           | 12     | 10     | 0      | 2      | 332    | 153    |

### Statistiche personali

#### Marcatori
| Giocatore   | Ruolo | TD rush | TD recv | TD int | TD p.ret | TD k.ret | TD oth | Xp1  | Xp2 | FG | Saf | Totale |
| ----------- | ----- | ------- | ------- | ------ | -------- | -------- | ------ | ---- | --- | -- | --- | ------ |
| C. Lewis    |       | 0       | 9       | 0      | 0        | 0        | 0      | 0    | 0   | 0  | 0   | 54     |
| Flores      |       | 0       | 5+1     | 0      | 0        | 0        | 0      | 0    | 2   | 0  | 0   | 52     |
| Fields      |       | 6       | 0       | 0      | 0        | 0        | 0      | 0    | 1   | 0  | 0   | 38     |
| Stanisi     |       | 1+3     | 0+1     | 0      | 0        | 0        | 0      | 0    | 0   | 0  | 0   | 30     |
| Staltner    |       | 0       | 0       | 0      | 0        | 0        | 0      | 16+7 | 0   | 0  | 0   | 23     |
| Imarhiagbe  |       | 0       | 3       | 0      | 0        | 0        | 0      | 0    | 0   | 0  | 0   | 18     |
| Kinard      |       | 1+1     | 1       | 0      | 0        | 0        | 0      | 0    | 0   | 0  | 0   | 18     |
| Laggner     |       | 0       | 3       | 0      | 0        | 0        | 0      | 0    | 0   | 0  | 0   | 18     |
| Löcker      |       | 1       | 1       | 0      | 0        | 0        | 0      | 0    | 1   | 0  | 0   | 14     |
| Childress   |       | 0       | 1+1     | 0      | 0        | 0        | 0      | 0    | 0   | 0  | 0   | 12     |
| Dungler     |       | 0       | 2       | 0      | 0        | 0        | 0      | 0    | 0   | 0  | 0   | 12     |
| Schachner   |       | 0       | 0       | 0      | 0        | 2        | 0      | 0    | 0   | 0  | 0   | 12     |
| L. Steiner  |       | 1       | 1       | 0      | 0        | 0        | 0      | 0    | 0   | 0  | 0   | 12     |
| Unshelm     |       | 0       | 0       | 0      | 0        | 0        | 0      | 1    | 0   | 2  | 0   | 7      |
| Nafile      |       | 0       | 1       | 0      | 0        | 0        | 0      | 0    | 0   | 0  | 0   | 6      |
| Deutschmann |       | 0       | 0       | 0      | 0        | 0        | 0      | 5    | 0   | 0  | 0   | 5      |
| Horill      |       | 0       | 0       | 0      | 0        | 0        | 0      | 1    | 0   | 0  | 0   | 1      |

#### Passer rating
| Giocatore | G   | Att    | Comp  | Int | Yds      | TD   | NFL    | NCAA   |
| --------- | --- | ------ | ----- | --- | -------- | ---- | ------ | ------ |
| Thury     | 5+2 | 120+49 | 69+21 | 4+2 | 1006+323 | 16+3 | 101,91 | 149,31 |
| Fields    | 6   | 183    | 107   | 4   | 1197     | 12   | 90,81  | 130,68 |
| Kinard    | 2+1 | 2+1    | 1+0   | 0+0 | 0+0      | 0+0  |        |        |
| Flores    | 2   | 2      | 1     | 1   | 12       | 1    |        |        |

## Seconda squadra

### AFL - Division I 2023

#### Stagione regolare
| St. Georgen am Steinfelde 25 marzo 2023, ore 16:00 1ª giornata | Sankt Pölten Invaders | 8 – 0 (0-0 2-0 0-0 6-0) referto | Danube Dragons 2 | Invaders field |

| Maria Enzersdorf 2 aprile 2023, ore 10:00 2ª giornata | Danube Dragons 2 | 20 – 15 referto | Fehérvár Enthroners | BSFZ Südstadt |

| Ottakring 23 aprile 2023, ore 16:00 3ª giornata | Vienna Knights | 36 – 0 referto | Danube Dragons 2 | Redstarplatz |

| Vienna 7 maggio 2023, ore 13:00 5ª giornata | Danube Dragons 2 | 12 – 37 | Red Tigers | Sportplatz Donaufeld |

| Vienna 21 maggio 2023, ore 13:00 6ª giornata | Danube Dragons 2 | 0 – 44 (0-23 0-15 0-6 0-0) referto | Vienna Knights | Sportplatz Donaufeld |

| Székesfehérvár 27 maggio 2023, ore 15:00 7ª giornata | Fehérvár Enthroners | 18 – 0 (0-0 12-0 6-0 0-0) referto | Danube Dragons 2 | FIRST Field |

| Vienna 3 giugno 2023, ore 11:00 8ª giornata | Danube Dragons 2 | 0 – 41 (0-7 0-34 0-0 0-0) referto | Sankt Pölten Invaders | Sportplatz Donaufeld |

| Maria Enzersdorf 18 giugno 2023, ore 15:00 9ª giornata | Red Tigers | 50 – 7 (10- 23-7 17-0 0-0) referto | Danube Dragons 2 | BSFZ Südstadt |

### Statistiche di squadra
| Competizione      | %Vittorie | In casa | In casa | In casa | In casa | In casa | In casa | In trasferta | In trasferta | In trasferta | In trasferta | In trasferta | In trasferta | Totale | Totale | Totale | Totale | Totale | Totale |
| Competizione      | %Vittorie | G       | V       | N       | P       | Pf      | Ps      | G            | V            | N            | P            | Pf           | Ps           | G      | V      | N      | P      | Pf     | Ps     |
| ----------------- | --------- | ------- | ------- | ------- | ------- | ------- | ------- | ------------ | ------------ | ------------ | ------------ | ------------ | ------------ | ------ | ------ | ------ | ------ | ------ | ------ |
| Stagione regolare | .125      | 4       | 1       | 0       | 3       | 32      | 137     | 4            | 0            | 0            | 4            | 7            | 112          | 8      | 1      | 0      | 7      | 39     | 249    |
| Totale            | .125      | 4       | 1       | 0       | 3       | 32      | 137     | 4            | 0            | 0            | 4            | 7            | 112          | 8      | 1      | 0      | 7      | 39     | 249    |